# Ray Comfort
Ray Comfort (Christchurch, Nueva Zelanda, 5 de diciembre de 1949) es un teólogo, predicador, misionero, escritor y erudito bíblico evangélico neozelandés reconocido por sus videos de divulgación bíblica cristiana. Fundador del ministerio "Living Waters Publications" ('Publicaciones Aguas Vivientes') en Bellflower, California. También es escritor de best-sellers, así como autor de más de 60 libros,  productor de videos como "180" y fundador y coanfitrión de un  programa de televisión cristiano llamado "The Way of the Master" ('Los Pasos Del Maestro'), que conduce junto con el actor Kirk Cameron, y en el cual se divulga la información bíblica. Su programa es visto en más de 70 países.

## Biografía

### Primeros años
Comfort es hijo de una madre judía y un padre a quien describió como "un gentil abierto a las cosas de Dios"
Ray Comfort fue criado en sí, sin ninguna instrucción religiosa, en sus propias palabras él comenta: 
"Creo que fui a la iglesia unas tres veces en veinte años. La odiaba. La encontraba un insulto a mi intelecto".

### Carrera y ministerio
Después de terminar la preparatoria a los 17 años, trabajó en un banco, y comenzó un negocio exitoso a los 20 años. A los 22 años, el 25 de abril de 1972, se convirtió al cristianismo, y comenzó a atender una iglesia local durante los siguientes siete años. Posteriormente fue ordenado como pastor de tiempo completo. 
Después pasó tres años y medio como pastor en Christchurch, Nueva Zelanda, y desde 1974 comenzó a predicar al aire libre, en una esquina de la calle, con un altavoz para que lo escuchara la gente de la ciudad. Durante 12 años predicó continuamente de dicha forma,y emprendió la creación de un periódico gratuito llamado «Aguas Vivientes» (Living Waters) para compartir materiales evangelísticos. 
Al estar en la mitad de sus 20's, comenzó a recibir invitaciones para hablar internacionalmente, y en 1989, aceptó una invitación para viajar a Estados Unidos y unirse al equipo pastoral en la iglesia cristiana no denominacional Calvary Chapel al sur de California.
A principios de los 90's tenía un ministerio en Bellflower en donde llegó a compartir el mensaje de Hell's Best Kept Secret, por el cual Bill Gothard y otros numerosos pastores se comunicaron con él. Así mismo, en 1992, el pastor David Wilkerson contactó a Ray Comfort y ambos se conocieron.

### 2002 - Actualidad
En 2002, Comfort fundó el ministerio evangelista "The Way Of The Master", (traducido: 'Los Pasos del Maestro'). La organización es conducida por Comfort y Kirk Cameron produce un programa de televisión, un programa de radio, libros y tratados, un curso en línea de evangelización, grupos pequeños y cursos de capacitación, y un sitio web. El logo del ministerio incorpora las siglas WDJD, de la frase "What Did Jesus Do?" (¿Que hizo Jesús?), y una referencia a Marcos 16:15: "Y él les dijo: Id por todo el mundo y predicad el evangelio a toda criatura"

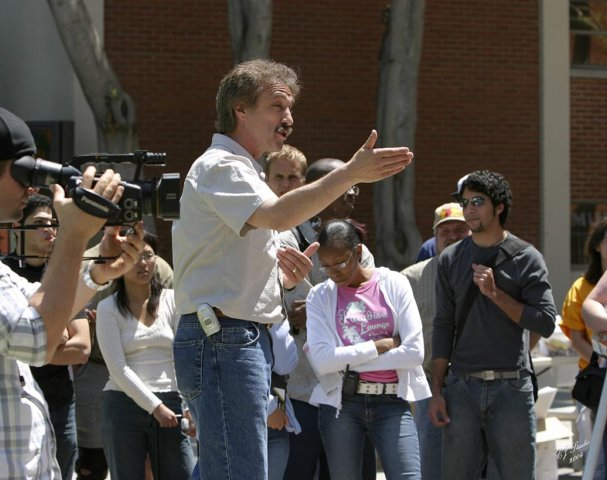
Ray Comfort predicando al aire libre en 2004

Comfort dice que la evangelización es una de las razones principáles de que exista la iglesia cristiana y que muchos de los métodos de evangelización utilizados durante el último siglo han producido falsas conversiones en el cristianismo. Comfort a menudo utiliza los Diez Mandamientos para hablar acerca de la culpa del pecado que tiene el hombre, y luego presenta a Jesucristo como el medio de salvación, citando el mensaje del evangelio.
En la década de 1980, Ray había formulado dos sermones titulados "Conversiones Verdaderas y Falsas" y "El secreto mejor guardado del infierno". Este último señala que gran parte de las conversiones fallidas en el cristianismo en realidad han sido conversiones falsas que tienen relación con un problema de evangelismo del siglo XX, el cual, según Comfort, se debe a que a menudo se presenta superficialmente el evangelio de Jesucristo como un medio para "mejorar la vida", en vez de un medio para salvar la vida en el día del juicio. En este mensaje, Comfort establece una especie una comparación entre Jesucristo y un paracaídas en un avión que va a tener futuras turbulencias. Desde entonces, el mensaje ha sido un tema recurrente en su ministerio evangelista.
A lo largo de su ministerio también se ha dedicado a elaborar pequeños libros, tractos o folletos que tratan temas y estudios bíblicos con respuestas teológicas a las preguntas comunes sobre la fe cristiana. Uno de ellos es conocido como "¿Eres una buena persona?".
Por otra parte, Comfort y Cameron reescribieron partes del guion de la película Left Behind II: Fuerza de Tribulación.

## Filmografía
- The Secrets of Nostradamus Exposed (1995) (Los secretos de Nostradamus Expuestos) (escritor, productor)
- True Fiction (1999) (Ficción verdadera) (guionista)
- The Way of the Master (13 episodios, 2003) (guionista, productor)
- The Way of the Master (13 episodios, 2005) (guionista, productor)
- The Way of the Master (13 episodios, 2008) (guionista, productor)
- 180:  Changing the Heart of a Nation (Cambiando el corazón de una nación) (2011) (escritor, productor)
  - El documental 180, cuya duración es de 33 minutos, ganó la atención los internautas rápidamente. En cuestión de días, ya había recibido más de medio millón de visitas en YouTube. Semanas más tarde, alcanzó la marca de 1.2 millones, y finalmente llegó a los 3 millones de visitas el 16 de mayo de 2012. Este film destaca por hacer una comparación entre el holocausto nazi y la práctica y legalización del aborto.
- Genius (2012) (escritor, productor)
  - Genius hace una recopilación y recuento de la carrera de John Lennon, algunas de sus citas, y la opinión de múltiples personas en relación con el cantante, visto desde una percepción evangelista.
- Evolution vs. God (2013)

## Libros y Publicaciones
- My Friends are Dying / Mis Amigos se Mueren (1977)  ISBN 1-878859-07-2
- More Than Just Comfort, An Answer To Cancer (1979)
- Words of Comfort (1983)
- Poured Out for a Thirsty World (1986)
- In Search of New Jawbones: Aggressive Evangelism (1986)
- Springboards for Budding Preachers Inspiring Illustrations, Stimulating Thoughts, Quotes and Aids for Street Preaching and Personal Witnessing (1987)
- You've Got to Be Choking (1990)
- My Friends are dying (1991)
- Russia Will Attack Israel" (1991)
- Hell's Best Kept Secret (1993) «Lo que el diablo no quiere que sepas»
  - En este libro, Comfort habla de un principio bíblico reconocido en la Escritura, y en las proclamaciones de reconocidos evangelistas históricos como John Wesley, Charles Spurgeon y George Whitefield-[5]
- The Key to Heaven (1993)
- How to Make an Atheist Back-Slide (1993)
- The Devil's Nightmare (1993)
- How to Make an Atheist Back-Slide (1993)
- God Doesn't Believe in Atheists: Proof That the Atheist Doesn't Exist  (1990), (1993)
- The Undertaker's Nightmare (1994)
- Militant Evangelism (1994)
- Comfort, the Feeble-Minded: Consolation for People Who Do Dumb Things: an Autobiography(1995)
- Everyday Evangelism: Witnessing That Works (1995)
- The Secrets of Nostradamus Exposed (1996)
- Bride of Heaven, Pride of Hell (1997)
- 101 Things Kids Can Do to Annoy Their Parents (1998)
- The Power of Darkness (1999)
- How to Win Souls & Influence People (1999)
- How to Win Souls and Influence People (1999)
- God Has a Wonderful Plan for Your Life (2000) ISBN 1-878859-25-0
- Evidence Bible-Romans: Irrefutable Evidence for the Thinking Mind (2000) ISBN 0-88270-855-4, ISBN 0-88270-816-3
- The Mystery (2000)
- The Untearable Bible: for the Terrible Twos (2001)
- Revival's Golden Key: Unlocking the Door to Revival (2001), (2003)
- God Doesn't Believe in Atheists (2001) ISBN 0-88270-922-4
- Who is the Lord of the Ring? (2002)
- End Time Believer's Bible (2002)
- Miracle in the Making: the Incredible Story of the Making of Left Behind II: Tribulation Force (2003) ISBN 0-88270-931-3
- Evidence Bible (2003)
- Worlds Greatest Preachers coautor con Kirk Cameron (2003)
- Out of the Comfort Zone: The Authorized Autobiography (2004)  (Fuera de tu Zona de Comodidad)
- 101 Things Husbands Do to Annoy Their Wives (2004)
- The School of Biblical Evangelism Textbook (2004)
- Hell's Best Kept Secret: With Study Guide, Expanded Edition (2004)
- Scientific Facts in the Bible: 100 Reasons to Believe the Bible is Supernatural in Origin(2001)
- Hell's Best Kept Secret (1989, 2004)
- The School of Biblical Evangelism: 101 Lessons: How to Share Your Faith Simply, Effectively, Biblically... the Way Jesus Did (2004), coautor con Kirk Cameron
- What Hollywood Believes: An Intimate Look at the Faith of the Famous (2004)
- Behind the Scenes: the Way of the Master (2005)
- How to Bring Your Children to Christ ... and Keep Them There (2005)
- What Did Jesus Do? A Call to Return to the Biblical Gospel (2005)
- Overcoming Panic Attacks (2005)
- Spurgeon Gold: Pure. Refined. (2005) (compilación de Charles Spurgeon por Ray Comfort)
- The Way of the Master Minute: a One-Minute, One Year Devotional for the Busy Christian (2006)
- Whitefield Gold: Pure. Refined. (2006) (compilación de George Whitefield por Ray Comfort)
- How to Live Forever ... Without Being Religious (2006), una versión del Evangelio de Juancon comentarios de Comfort.
- The Way of The Master (2006)
- The Way of the Master Minute (2006), coautor con Kirk Cameron
- Thanks a Million! (2006)
- Intelligent Design vs. Evolution – Letters to an Atheist (2006), correspondencia entre Comfort y James D. Franz, un ateo estadounidense.
- Intelligent Design Versus Evolution: Amazing Evolution Discovery (2007) ISBN 1-878859-37-4
- Scratch & Sniff (Creation for Kids)'  (2007)
- What Your Nose Shows (Creation for Kids) (2007)
- 101 Annoying Things about Other Drivers (2007)
- 101 Annoying Things About Air Travel (2007)
- Wesley Gold (2007) (compilación de John Wesley por Ray Comfort)
- Hollywood Be Thy Name (2007)
- Overcoming Insomnia: Practical Help for Those Who Suffer from Sleep Deprivation (2007)
- 101 of the Dumbest Things People Have Done (2008)
- How to Know God Exists: Scientific Proof of God (2008)
- Evolution: A Fairy Tale for Grownups (2008)
- The Blue Book on Evangelism (2008)
- World Religions in a Nutshell: A Compact Guide to Reaching Those of Other Faith (2008)
- Comfort Food: Delectable Devotions to Satisfy the Soul (2008)
- The Atheist Bible (2009)
- The Charles Darwin Bible (2009)
- You Can Lead an Atheist to Evidence, But You Can't Make Him Think (2009)
- Nothing Created Everything: The Scientific Impossibility of Atheistic Evolution (2009)
- The Origin of Species: 150th Anniversary Edition (2009) versión editada de Charles Darwin
- Conquer Your Fear, Share Your Faith: Evangelism Made Easy (2009), coautor con Kirk Cameron
- Moody Gold (Gold Series) (2009) (compilación de Dwight L. Moody por Ray Comfort)
- Luther Gold (Gold Pure, Refined) (2010),  (compilación de Martin Lutero por Ray Comfort)
- God Has a Wonderful Plan for Your Life: The Myth of the Modern Message (2010)
- Cómo Conducir A Tus Hijos A Cristo: Evitando La Tragedia De La Falsa Conversión (Spanish Edition) (2010)
- Jake's Fortune (2010), coautor con Anna Jackson
  - Este libro es la primera novela que Comfort ha escrito. La temática de la historia es una novela de misterio y romanticismo en la que el personaje principal atraviesa por intensas luchas personales hasta abrir una puerta a la comprensión espiritual de la verdad.
- Evidence Bible (2011)
- The Beatles, God and The Bible (2012)
- Hitler, God, and the Bible (2012), coautor con Tim LaHaye
- Made in Heaven (2012), coautor con Jeffrey Seto